# 奧索尼亞 (提契諾州)

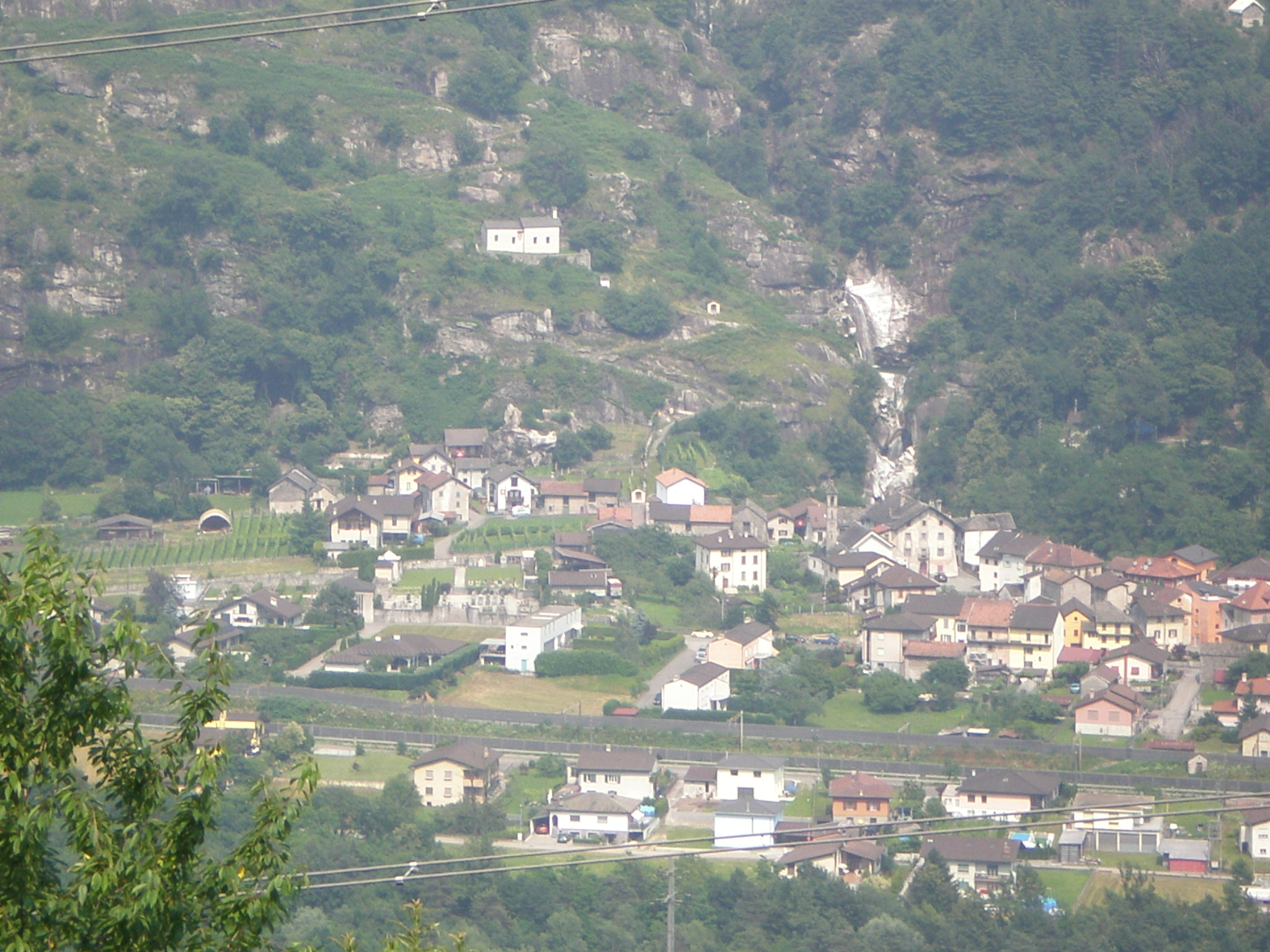

奧索尼亞是瑞士的城鎮，位於該國南部，由提契諾州負責管轄，面積18.99平方公里，海拔高度274米，2011年人口1,032，八成人口信奉羅馬天主教，人口密度每平方公里54人。